# یواس‌اس اسپرو (اس‌اس-۳۰۹)
یواس‌اس اسپرو (اس‌اس-۳۰۹) (به انگلیسی: USS Aspro (SS-309)) یک زیردریایی بود که طول آن ۳۱۱ فوت ۶ اینچ (۹۴٫۹۵ متر) بود. این زیردریایی در سال ۱۹۴۲ ساخته شد.